# Fremantle Port
Fremantle Port (engelska: Fremantle Ferry Port, Fremantle Harbour) är en hamn i Australien. Den ligger i kommunen Fremantle och delstaten Western Australia, omkring 15 kilometer sydväst om delstatshuvudstaden Perth.